# Bina Daigeler
Sabine Daigeler, più spesso accreditata come Bina Daigeler (Monaco di Baviera, 1956), è una costumista tedesca attiva nel cinema spagnolo e hollywoodiano.

## Biografia
Comincia lavorando come sarta a teatro per poi approdare come costumista nella televisione tedesca. Negli anni ottanta si trasferisce a Madrid, affascinata dalla movida madrileña. Inizialmente fatica a inserirsi nell'industria cinematografica locale, trovando difficoltà nell'ottenere un permesso di lavoro. Il suo primo impiego sarà come «assistente dell'assistente dell'assistente» ai costumi di 1492 - La conquista del paradiso (1992) di Ridley Scott, in parte girato in Spagna.
Il primo film spagnolo da costumista è la commedia Airbag (1997), seguito due anni dopo dai costumi di Tutto su mia madre di Pedro Almodóvar, realizzati insieme allo storico collaboratore di quest'ultimo José María de Cossío. Lavora nuovamente con Almodóvar, stavolta da sola, in Volver - Tornare (2006), il cui mini cardigan rosso-bianco a quadretti vichy di Marc Jacobs, indossato dal personaggio di Raimunda (Penélope Cruz), è divenuto parte integrante dell'immagine del film e della stessa attrice.
Dopo Volver comincia a lavorare maggiormente al di fuori della Spagna: ha collaborato più volte con Cate Blanchett, Steven Soderbergh e Jim Jarmusch, realizzando inoltre i costumi di produzioni internazionali come la serie TV Narcos o di film hollywoodiani come il live-action Disney Mulan, per il quale è stata candidata all'Oscar ai migliori costumi nel 2021.

## Filmografia parziale

### Cinema
- Airbag - Tre uomini e un casino (Airbag), regia di Juanma Bajo Ulloa (1997)
- Tutto su mia madre (Todo sobre mi madre), regia di Pedro Almodóvar (1999)
- Capitani d'aprile (Capitães de abril), regia di Maria de Medeiros (2000)
- Danza di sangue - Dancer Upstairs (The Dancer Upstairs), regia di John Malkovich (2002)
- Immagini (Imagining Argentina), regia di Christopher Hampton (2003)
- Princesas, regia di Fernando León de Aranoa (2005)
- Volver - Tornare (Volver), regia di Pedro Almodóvar (2006)
- El camino de los ingleses, regia di Antonio Banderas (2006)
- Che - L'argentino (The Argentine), regia di Steven Soderbergh (2008)
- Che - Guerriglia (Guerrilla), regia di Steven Soderbergh (2008)
- The Limits of Control, regia di Jim Jarmusch (2009)
- Maga Martina 2 - Viaggio in India (Hexe Lilli: Die Reise nach Mandolan), regia di Harald Sicheritz (2011)
- Il monaco (Le Moine), regia di Dominik Moll (2011)
- Il cavaliere del Santo Graal (El capitán Trueno y el Santo Grial), regia di Antonio Hernández (2011)
- La fredda luce del giorno (The Cold Light of Day), regia di Mabrouk El Mechri (2012)
- Solo gli amanti sopravvivono (Only Lovers Left Alive), regia di Jim Jarmusch (2013)
- Hitman: Agent 47, regia di Aleksander Bach (2015)
- Manifesto, regia di Julian Rosefeldt (2015)
- Hands of Stone, regia di Jonathan Jakubowicz (2016)
- Snowden, regia di Oliver Stone (2016)
- La signora dello zoo di Varsavia (The Zookeeper's Wife), regia di Niki Caro (2017)
- Submergence, regia di Wim Wenders (2017)
- 7 giorni a Entebbe (7 Days in Entebbe), regia di José Padilha (2018)
- Voglio una vita a forma di me (Dumplin), regia di Anne Fletcher (2018)
- Mulan, regia di Niki Caro (2020)
- Tár, regia di Todd Field (2022)
- The Mother, regia di Niki Caro (2023)
- Fingernails - Una diagnosi d'amore (Fingernails), regia di Chrīstos Nikou (2023)
- Voci di potere (Rumours), regia di Guy Maddin, Evan Johnson e Galen Johnson (2024)
- La stanza accanto (The Room Next Door), regia di Pedro Almodóvar (2024)

### Televisione
- Il tempo del coraggio e dell'amore (El tiempo entre costuras) – miniserie TV, 11 puntate (2013-2014)
- Narcos – serie TV, 10 episodi (2015)
- Mrs. America – miniserie TV, 9 puntate (2021)
- 1899 – serie TV, 8 episodi (2022)

## Riconoscimenti
- Premio Oscar
  - 2021 – Candidatura ai migliori costumi per Mulan
- Premio Goya
  - 2000 – Candidatura ai migliori costumi per Tutto su mia madre
  - 2005 – Candidatura ai migliori costumi per Inconscientes
  - 2006 – Candidatura ai migliori costumi per Princesas
  - 2007 – Candidatura ai migliori costumi per Volver - Tornare
- Critics' Choice Award
  - 2021 – Candidatura ai migliori costumi per Mulan
- Deutscher Filmpreis
  - 2018 – Migliori costumi per Manifesto
- Saturn Award
  - 2021 – Migliori costumi per Mulan
- Satellite Award
  - 2021 – Candidatura ai migliori costumi per Mulan